# Wemmer Pan
Wemmer Pan est un lac et une zone de loisirs située à Johannesburg en Afrique du Sud. Il est situé au sud du centre-ville dans la banlieue de La Rochelle.

## Histoire
"Pan" est un terme afrikaans pour designer un lac peu profond ou même asséché.
Le Wemmer Pan porte le nom de Sam Wemmer. À l’origine il s’agissait d’une carrière qui a ensuite été reprise par la City Deep Mine qui avait besoin d’eau à des fins minières.
Le Wemmer Pan fait partie du Pioneers' Park, construit au tournant du XXe siècle. Le Pioneers' Park a été officiellement ouvert le 26 avril 1924 par le gouverneur général, le comte d’Athlone, sur un terrain acheté par le conseil municipal. Le parc est nommé ainsi en mémoire des fondateurs de Johannesburg et de l’industrie aurifère dont il est l'épicentre.

## Facilités
Le Wemmer Pan abrite un certain nombre de clubs d’aviron, dont le Wemmer Pan Rowing Club fondé en 1911 et accueille un certain nombre de régates dont la Wemmer Sprint Regatta qui est annuelle. Il accueille également la régate annuelle du Dragon Boat Corporate Spring Festival. Le parc offre de l’espace pour pique-niquer et faire des activités aquatiques, et il dispose de fontaines musicales illuminées, .
L’hippodrome Turffontein de Johannesburg est situé en face du Wemmer Pan.
Sur les rives du lac on trouve Santarama Miniland qui possède environ 80 modèles à l’échelle 1:25 de bâtiments notables d'Afrique du Sud. Notamment une maquette de Robben Island, où Nelson Mandela a été détenu, des bâtiments de l’Union et de la tour Hillbrow. Une réplique grandeur nature du navire de Jan van Riebeeck, le Dromedarus, emmène les visiteurs pour une promenade en bateau gratuite sur le lac. Sont également inclus un mini-golf, des chemins de fer miniatures, un port miniature et un téléphérique,
. 
Juste à côté se trouve le James Hall Transport Museum, qui est le plus grand musée du transport en Afrique. Il a été créé en 1964 par Jimmie Hall et il préserve et promeut l’histoire de plus de 400 ans de transport en Afrique du Sud en particulier, et en Afrique en général. La collection comprend plus de 400 ans de divers modes de transports terrestres, allant des véhicules à vapeur, des trains, des tramways et des trolleybus, aux voitures tirées par des animaux, aux bicyclettes et aux voitures. La cour abrite un certain nombre de véhicules à vapeur, dont certains sont encore en état de marche.